# 1922年3月28日日食
1922年3月28日日食是一次日環食，發生於1922年3月28日。新月當天（即朔日），地球上觀測到月球和太阳的角距離極小，此時月球如果恰好在月球交點附近，穿過太阳和地球之間，與地球、太阳接近一直線，則會出現日食。月球穿過太阳和地球之間，但距地球較遠，本影未能接觸地表，而使偽本影覆蓋的區域內看到月球的角直徑小於太陽，就形成日環食，同時在偽本影兩側數千公里的半影範圍內形成日偏食。此次日環食經過了秘鲁、巴西、法屬西非、英屬甘比亞、法屬阿爾及利亞、意属利比亚、埃及、漢志王國、內志蘇丹國、英屬科威特極小一角，日偏食則覆蓋了拉丁美洲大部、欧洲大部、非洲中北部及周邊部分地區。

## 日食概況

### 出現區域
秘鲁境內在日出時最先看到日環食，此後月球偽本影向東偏北劃過南美洲，跨越大西洋，在卡薩芒斯河口以西約130公里的洋面達到最大食分。此後偽本影旋即登上非洲，逐漸轉為向東移動，劃過非洲北部、紅海北部進入阿拉伯半岛，最終在日落時分結束於漢志王國東北部（今屬沙特阿拉伯）。
偽本影經過的陸地包括：
- 秘魯：洛雷托大區東南部、聖馬丁大區東北角、烏卡亞利大區北部、瓦努科大區東北角；
- 巴西：經過阿克雷州北部，自西向東橫貫亞馬孫州南部，擦過朗多尼亞州極北端，自西南向東北斜貫帕拉州、馬拉尼昂州北部；
- 法屬西非：自西南向東北斜貫今塞内加尔、毛里塔尼亚東南部、马里北部；
- 英屬甘比亞：今冈比亚除上河區中東部以外的部分，其中包括首府班竹（今冈比亚首都），是本次環食帶內唯一首都或首府；
- 法屬阿爾及利亞：自西南向東北斜貫今阿尔及利亚阿德拉爾省南部、塔曼拉塞特省中部偏南、伊利齊省中部偏南；
- 屬利比亞：今利比亚加特省中南部、沙提省南端、瓦迪哈耶特省中南部、邁爾祖格省北部、塞卜哈省中南部、朱夫拉省南部、庫夫拉省北部、綠洲省南部、布特南省南部；
- 埃及王國：今馬特魯省南部、新河谷省北部、吉薩省南部、明亞省、貝尼蘇韋夫省南部、艾斯尤特省、索哈傑省中北部、紅海省中部偏北、南西奈省南半部；
- 漢志王國：今沙特阿拉伯塔布克省除南部外的大部、麥地那省北部；
- 內志蘇丹國：今沙特阿拉伯焦夫省南部、哈伊勒省中北部、北部邊疆省南部、蓋西姆省北部、利雅得省北部、东部省西北部；
- 科威特酋長國：今科威特艾哈邁迪省極西南角。[3][4]

除了上述狹窄的環食帶內能看到日環食之外，月球半影覆蓋範圍內都能看到日偏食，包括美国佛羅里達半島、中美洲大部（墨西哥僅包括東部）、南美洲除巴塔哥尼亞地區外的大部、北歐南部、西欧、中欧、南欧、东欧除北冰洋沿岸外的大部、非洲剛果盆地及其以北地區、西亚除阿富汗中東部外的大部、英屬印度西北部（今巴基斯坦西部）、中亚西半部、蘇俄西部。

### 基本參數
- 類型：日環食
- 食甚中心處（位於法屬西非卡薩芒斯河口以西約130公里的大西洋）資料：
  - 時間：1922年3月28日13:05:03.2
  - 地點：12°16.3′N 17°57.2′W / 12.2717°N 17.9533°W
  - 食分：0.9381（環食帶內最大）
  - 日環食持續時間：7分50.1秒

## 相關的日食

### 1921-1924年的日食
月球交替位於相對的月球交點時，以半個交點年（食年），即約177天又4小時間隔出現下列日食。
| 降交點                                          | 降交點                  |          | 升交點                   | 升交點 |
| 沙羅周期                                        | 地圖                    | 沙羅周期 | 地圖                     |        |
| 118                                             | 1921年4月8日 環食       | 123      | 1921年10月1日 全食       |        |
| 128                                             | 1922年3月28日 環食      | 133      | 1922年9月21日 全食       |        |
| 138                                             | 1923年3月17日 環食      | 143      | 1923年9月10日 全食       |        |
| 148                                             | 1924年3月5日 偏食（南） | 153      | 1924年8月30日 偏食（北） |        |
| 註：1924年7月31日的日偏食屬於下一組交點年系列。 |                         |          |                          |        |

### 沙羅周期
沙羅週期長度為18年11天。本次日食屬於沙羅週期128，共包含73次日食，依次為984年8月29日至1399年5月6日的24次日偏食、1417年5月16日至1471年6月18日的4次日全食、1489年6月28日至1543年7月31日的4次全環食（亦稱混合食）、1561年8月11日至2120年7月25日的32次日環食、2138年8月5日至2282年11月1日的9次日偏食，總共歷時1298.17年。其中最長的全食發生於1453年6月7日，共持續了1分45秒。
下表列舉了1901年至2100年間發生的屬於該周期的日食，是第52至62次：
| 52            | 53            | 54            |
| ------------- | ------------- | ------------- |
| 1904年3月17日 | 1922年3月28日 | 1940年4月7日  |
| 55            | 56            | 57            |
| 1958年4月19日 | 1976年4月29日 | 1994年5月10日 |
| 58            | 59            | 60            |
| 2012年5月20日 | 2030年6月1日  | 2048年6月11日 |
| 61            | 62            |               |
| 2066年6月22日 | 2084年7月3日  |               |

## 資料來源
1. ↑  樊忠玉. . 中国天文科普网.   [2016-04-01]. （原始内容存档于2014-09-17）.
2. 1 2  Fred Espenak. . NASA Eclipse Web Site.   [2016-04-01]. （原始内容存档于2020-10-20）.（英文）
3. ↑  Fred Espenak. . NASA Eclipse Web Site.   [2016-04-01]. （原始内容存档于2020-10-23）.（英文）
4. ↑  Xavier M. Jubier. .   [2016-04-01]. （原始内容存档于2017-04-06）.（法文）（英文）
5. ↑  Fred Espenak. . NASA Eclipse Web Site.   [2016-04-01]. （原始内容存档于2017-12-28）.（英文）
6. ↑  Fred Espenak. . NASA Eclipse Web Site.（英文）

## 外部連結
- NASA日食專頁（页面存档备份，存于）（英文）
- 可見區域圖和時間統計：由弗雷德·埃斯佩纳克做出的日食預報，NASA/GSFC
  - Google互動地圖呈現的日食範圍
  - 貝塞爾元素
- Google地圖顯示的日環食和日偏食範圍（页面存档备份，存于）（法文）（英文）

| \| \| 日食 \|                             |                              |                                           |
| 上一次日食： 1921年10月1日日食 （日全食） | 1922年3月28日日食 （日環食） | 下一次日食： 1922年9月21日日食 （日全食） |
| 上一次日環食： 1921年4月8日日食           | 1922年3月28日日食 （日環食） | 下一次日環食： 1923年3月17日日食          |
|                                           | 日食                         |                                           |